# Sertaconazolo
Il sertaconazolo è un farmaco antimicotico della famiglia dei derivati imidazolici.
Agisce bloccando la sintesi dell'ergosterolo nella cellula micotica inibendo l'enzima 14α-demetilasi.

## Stereochimica
Il sertaconazolo contiene uno stereocentro e consiste di due enantiomeri. Si utilizza come racemo, cioè una miscela in rapporto 1:1 delle forme ( R ) e ( S ):
| Enantiomeri di sertaconazolo | Enantiomeri di sertaconazolo |
| ---------------------------- | ---------------------------- |
| CAS-Nummer: 583057-48-1      | CAS-Nummer: 583057-51-6      |